# Zariadris d'Armènia Sofene
Zariadris d'Armènia Sofene (en grec antic Ζαρίαδρις 'Zaríadris') va ser sàtrapa i després rei d'Armènia Sofene.
El 212 aC la reina Antioquis d'Armènia va assassinar al seu marit el sàtrapa-rei Xerxes d'Armènia que conspirava contra Antíoc III el Gran, el pare d'Antioquis, i va entregar el país al seu pare. La situació no devia estar clara, ja que Antioquis i Xerxes no tenien fills i l'herència corresponia al germà de Xerxes, Abdisar que es va proclamar rei a la regió de Sofene. El seu germà Orontes (IV) ho va fer més al nord-est o potser va ser associat pel seu germà amb l'encàrrec de governar l'Armènia pròpia. Antioquis segurament es va quedar amb Samòsata i la Commagena que després es va convertir en un principat selèucida. Antíoc no podia deixar passar aquesta revolta, i algun temps després, potser el 210 aC, va enviar dos generals a sotmetre als "rebels". Zariadris es va ocupar de la zona del sud-oest, més propera a Síria i més accessible. En una data incerta entre 211 i 210 aC Zariadris va entrar a Samòsata eliminant a Abdisar o Abdisares, i es va proclamar sàtrapa i estrateg de l'Armènia Sofene o Menor. Llavors el seu germà Orontes, que no se sap si era rei associat o simple governador, va en tot cas recollir la successió reial amb el nom d'Orontes IV. Un altre general, Artàxies o Artaxes, ja estava no obstant fent el mateix que havia fet Zariadris, però amb força més dificultats, a Armènia, la capital de la qual era Armavir. Cap al 201 aC Artaxes també havia eliminat a Orontes i ja governava Armènia (Major) com sàtrapa-estrateg.
El 189 aC Antíoc va ser derrotat per les forces romanes comandades per Luci Corneli Escipió Asiàtic el Vell. Zariadris i Artàxies o Artaxes van abandonar al seu rei i van agafar gairebé al mateix temps el títol reial. Zariadris va governar a Sofene, Acilisene i Odomantis amb capital a Carcatiocerta). Va iniciar la dinastia dels Zariàdrides.